# Біскупова
Біскупова (словац. Biskupová) — село, громада округу Топольчани, Нітранський край. Кадастрова площа громади — 3.3 км².
Населення 235 осіб (станом на 31 грудня 2019 року).

## Історія
Біскупова згадується 1326 року.

## Населення
| Рік:            | 1994. | 2004.    | 2014.   | 2024.   |
| --------------- | ----- | -------- | ------- | ------- |
| Кількість осіб: | 197   | 242      | 246     | 241     |
| Різниця:        |       | +22,84 % | +1,65 % | -2,03 % |

| Рік:            | 2023. | 2024.   |
| --------------- | ----- | ------- |
| Кількість осіб: | 246   | 241     |
| Різниця:        |       | -2,03 % |